# آویشن پشمی
آویشن پشمی (نام علمی: Thymus pseudolanuginosus) نام یک گونه از سرده آویشن است.